# Robert Sepehr
Robert Sepehr, född 16 september 1975 i Kalifornien, är en amerikansk antropolog, youtubare och författare.
Sepehr diskuterar ämnen som ockulta hemliga sällskap, avancerade antediluvianska civilisationer, antik mytologi, alkemi och astroteologi.
Han är även son till den persisk-judiske regissören Ben Hur Sepehr.

## YouTube
Sepehr har två YouTube-kanaler: en självbetitlad YouTube-kanal och Atlantean Gardens. Han startade sin huvudkanal i december 2012, och den har 327 000 prenumeranter i februari 2022. Den populära kanalen har fått över 30 miljoner visningar, med miljontals visningar i en enda video.
Hans andra kanal startades i mars 2014. Kanalen har över 234 000 prenumeranter i februari 2022 och har tjänat över 24 miljoner visningar. Några av hans populära videor inkluderar "An old Irish legend about an ancient Egyptian princess", "Rh Negative Bloodlines in History", "Forbidden Kingdoms of Inner Earth" och "Atlantean Gardens- Atlantis- Inner Earth."

## Böcker
Som författare har Sepehr skrivit sex böcker. Hans första bok, '1666 Redemption Through Sin: Global Conspiracy in History, Religion, Politics, and Finance' publicerades den 16 maj 2015. Boken handlar om Sabbatai Zvi, som påstod sig vara Messias 1666.
I maj 2015 lanserade han sin andra bok med titeln "Occult Secrets of Vril." Vril samhället använde hakkorsemblemet för att koppla samman östlig och västerländsk ockultism i Tyskland före andra världskriget. De föreslog en underjordisk matriarkalisk utopi som styrdes av Arya-folk som hade utnyttjat en märklig kraft känd som Vril. Boken innehåller 1112 sidor.
I juni samma år publicerade Sepehr sin nästa bok med titeln "Species with Amnesia: Our Forgotten History." Boken beskriver människor som vakna arter med Amnesia i många avseenden, som vill återta vårt förlorade förflutna.
I januari 2016 lanserade författaren sin fjärde bok (med 188 sidor) med titeln "Spezies mit Amnesie: Unsere vergessene Geschichte." Följande månad kom han med en mindre bok med titeln "Especies con Amnesia: Nuestra Historia Olvidada" med bara 174 sidor.
I mars 2016 släppte han boken "Gods With Amnesia: Subterranean Worlds of Inner Earth." I den här boken försökte Sepehr lösa de pussel som har undgått den vanliga akademiska granskningen, inklusive hur livet frodas under jorden om berättelserna är verkliga, hur organismer andas mil under ytan om de inte hade tillgång till syre, om hur fotosyntes sker när det krävs av växtlivet som finns i den inre världen, och vilka är platserna för den inre jordens ingångar och vilka raser som lever där.